# Sofonicha
Sofonicha (ros. Софониха) – wieś (dieriewnia) w Rosji, w obwodzie wołogodzkim, w rejonie charowskim. W 2010 liczyła 4 mieszkańców.